# Accident de l'aéroport de Wichita
L'accident de l'aéroport de Wichita est survenu le 30 octobre 2014, lorsqu'un avion bimoteur Beechcraft King Air B200 a percuté un bâtiment de l'aéroport de Wichita (Kansas) aux États-Unis. L'accident a fait 4 morts (dont le pilote, seul à bord), et 5 blessés.

## Déroulement

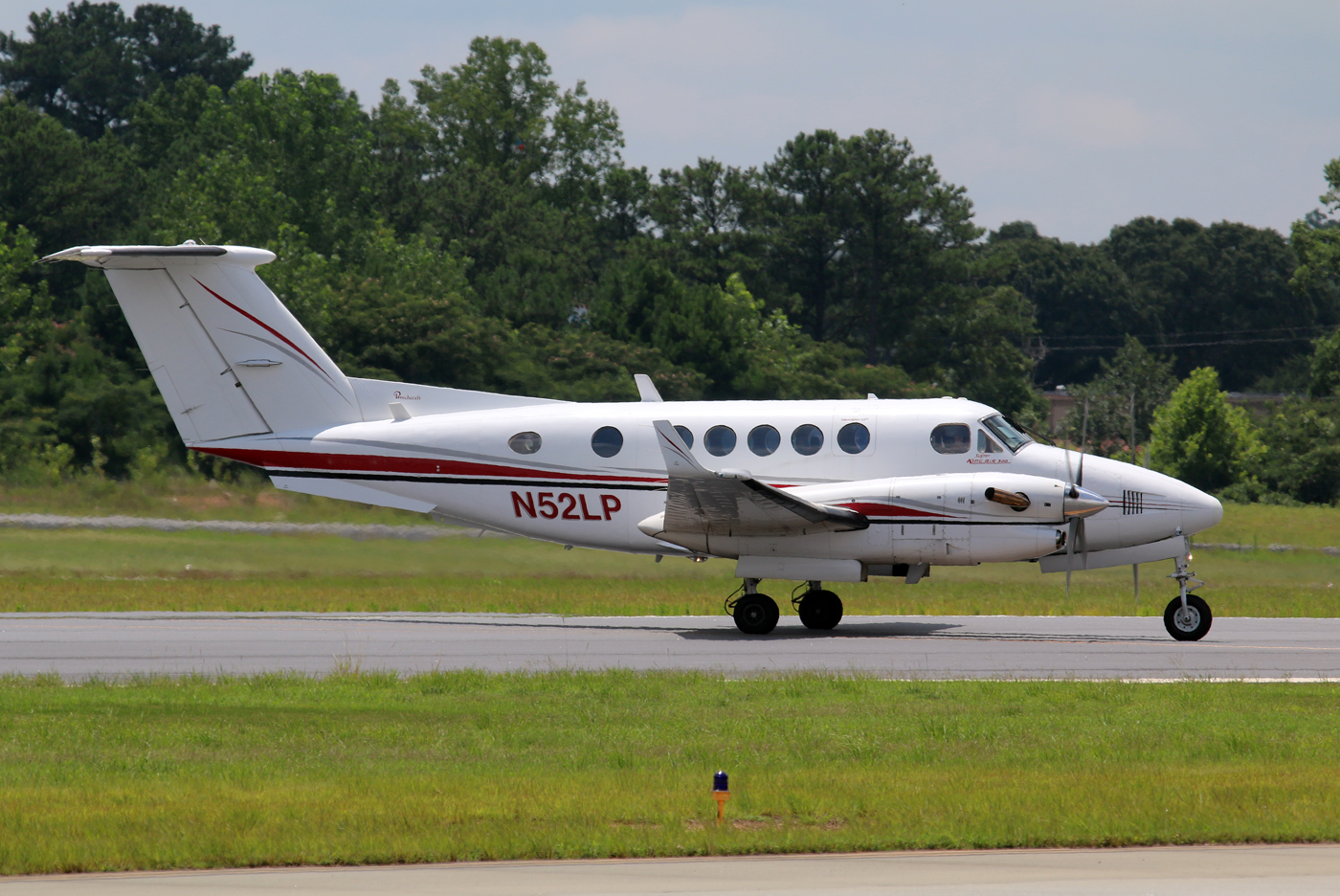
Un Beechcraft King Air B200 semblable à celui impliqué dans l'accident.

Le 30 octobre 2014, vers 9 h 50 heure locale, un bimoteur Beechcraft King Air B200 s'écrase dans un bâtiment utilisé par FlightSafety International pour former des pilotes à voler à bord d'avions Cessna. L'appareil a semblé percuter le haut du bâtiment et a déclenché ce que M. Blackwell, un pompier, a décrit comme un « horrible » incendie. 
L'avion devait décoller de l'aéroport de Wichita Mid-Continent à 9 h 46 à destination de Mena (Arkansas) à 10 h 36
.
Des flammes et une colonne de fumée noire provenant du lieu de l'écrasement étaient visibles à des kilomètres à la ronde. Une partie de la toiture s'est effondrée sous la force de l'impact. Plus de 100 personnes, employés et visiteurs, se trouvaient dans le bâtiment quand l'accident est arrivé. 
Le bimoteur a perdu de la puissance peu après le décollage et a heurté le haut du bâtiment alors qu’il essayait de revenir sur la piste de l’aéroport Wichita Mid-Continent, a annoncé le Bureau fédéral de l'aviation civile (FAA).

## Victimes
Les pompiers de Wichita confirment que 4 personnes sont mortes et que 5 autres personnes ont été blessées dont 1 dans un état critique.